# Torre Guadacabrillas
La Torre de Guadacabrillas es una atalaya construida a principios del S. XV (según la hipótesis más extendida, aunque algunas fuentes adelantan su construcción hasta dos centurias) con el objetivo de completar la línea defensiva del Camino Real que unía Córdoba con Sevilla en su margen derecha. Formaban parte de este conjunto otras fortificaciones como el castillo de Almodóvar, el castillo de Las Posadas (ya desaparecido) o el castillo de Moratalla. Así pues, el origen de esta torre vigía se explica por la inseguridad predominante en estas tierras tras la conquista castellana, que a menudo eran testigo de incursiones por parte de los musulmanes. En el término municipal de Posadas existe otra construcción de similares características, como es la Torre del Ochavo, pero a diferencia de esta, tendría el objetivo de proteger el camino a Sierra Morena de Posadas a Villaviciosa de Córdoba y Hornachuelos. Se encuentra en un estado de conservación deficiente debido a intervenciones sin criterio ni supervisión profesional.
Desde el año 2021 existe un proyecto de rehabilitación y puesta en valor para su uso cultural y turístico, tras ceder los propietarios del inmueble al consistorio maleno su uso gratuito durante un periodo de 75 años. El objetivo es convertir la torre en un museo y facilitar el acceso hasta el nivel superior, para aprovechar las vistas a la campiña y la sierra.

## Descripción
La torre, de planta casi cuadrada, tiene una altura de diez metros y está construida en mampostería con intervalos de losas de piedra. Consta de dos plantas y azotea. El techo de la cámara de la planta baja tiene una bóveda en forma circular, mientras que el de la planta superior descansa en unos arcos ciegos de medio punto con dovelas de piedra. La terraza fue añadida con posterioridad y posee unos merlones de forma triangular similares a los del Castillo de Almodóvar.